# 格拉韦多纳联合镇

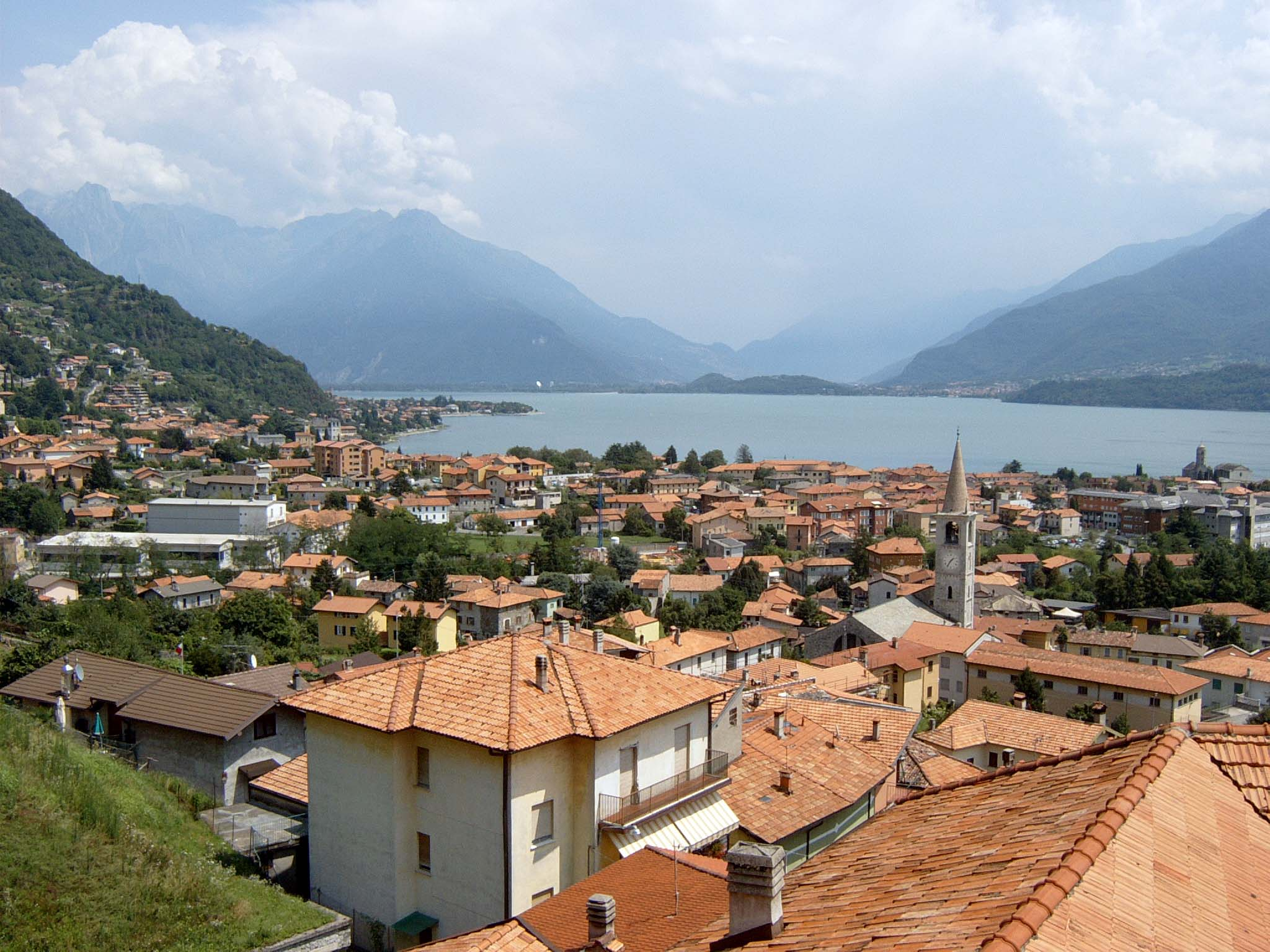
风景

格拉韦多纳联合镇（義大利語：Gravedona ed Uniti）是意大利伦巴第大区科莫省的市镇。面积为40.8平方公里，人口数量为4,222人（2011年）。本市镇是在2014年5月由格拉韦多纳、孔西廖迪鲁莫和杰尔马西诺三个市镇合并而成。

## 友好城市
- 法國 盖尔